# Église Sainte-Juste de Bazzano
Pour les articles homonymes, voir Santa Giusta.
L'église Sainte-Juste (italien : chiesa di Santa Giusta) est une église située en Italie, dans la frazione de Bazzano de la commune de L'Aquila (Abruzzes, province de L'Aquila).